# ISO 3166-2:CM
ISO 3166-2:CM is een ISO-standaard met betrekking tot de zogenaamde geocodes. Het is een subset van de ISO 3166-2 tabel, die specifiek betrekking heeft op Kameroen.
De gegevens werden tot op 27 november 2015 geüpdatet op het ISO Online Browsing Platform (OBP). Hier worden 10 regio’s - region (en) / région (fr) - gedefinieerd.
Volgens de eerste set, ISO 3166-1, staat CM voor Kameroen, het tweede gedeelte is een tweeletterige code.

## Codes
| Code  | Engels     | Frans        |
| ----- | ---------- | ------------ |
| CM-AD | Adamaoua   | Adamaoua     |
| CM-CE | Centre     | Centre       |
| CM-ES | East       | Est          |
| CM-EN | Far North  | Extrême-Nord |
| CM-LT | Littoral   | Littoral     |
| CM-NO | North      | Nord         |
| CM-NW | North-West | Nord-Ouest   |
| CM-SU | South      | Sud          |
| CM-SW | South-West | Sud-Ouest    |
| CM-OU | West       | Ouest        |